# Ampithoe kava
Ampithoe kava är en kräftdjursart som beskrevs av Myers 1985. Ampithoe kava ingår i släktet Ampithoe och familjen Ampithoidae. Inga underarter finns listade i Catalogue of Life.